# Katran
Katran (ryska: Катран) är en regionhuvudort i Kirgizistan.   Den ligger i oblastet Batken, i den västra delen av landet, 500 km sydväst om huvudstaden Bisjkek. Katran ligger 1 209 meter över havet och antalet invånare är 5 095.
Terrängen runt Katran är kuperad åt nordväst, men åt sydost är den bergig. Katran ligger nere i en dal. Runt Katran är det ganska glesbefolkat, med 29 invånare per kvadratkilometer. Det finns inga andra samhällen i närheten. Trakten runt Katran består i huvudsak av gräsmarker.